# منشية السلام
قرية منشية السلام هي إحدى القرى التابعة لمركز تمي الأمديد في محافظة الدقهلية في جمهورية مصر العربية. حسب إحصاءات سنة 2006، بلغ إجمالي السكان في منشية السلام 1897 نسمة، منهم 987 رجل و910 امرأة.